# Veľké Kosihy
Veľké Kosihy est un village de Slovaquie situé dans la région de Nitra.

## Histoire
Première mention écrite du village en 1268.

## Démographie

### Évolution de la population
| Année:               | 1994. | 2004.   | 2014.   | 2024.   |
| -------------------- | ----- | ------- | ------- | ------- |
| Nombre de personnes: | 986   | 987     | 982     | 956     |
| Différence:          |       | +0,10 % | -0,50 % | -2,64 % |

| Année:               | 2023. | 2024.   |
| -------------------- | ----- | ------- |
| Nombre de personnes: | 958   | 956     |
| Différence:          |       | -0,20 % |